# Испанская свадьба
«Испанская свадьба» (англ. The Spanish Wedding), также известная, как «Ла Викария» (исп. La vicaria) — картина испанского художника Мариа Фортуни, написана в 1868—1870 годах и представляет собой живопись маслом на холсте размером 60×93,5 см. В настоящее время хранится в Национальном музее искусства Каталонии в Барселоне.
Мариа Фортуни (1838—1874), каталонский и испанский художник XIX века, признанный мастер жанровой живописи. На своих полотнах он изображал сцены из повседневной жизни людей из разных слоёв общества в разные исторические эпохи. Фортуни был вундеркиндом; диплом магистра он защитил, когда ему было двенадцать лет. «Испанская свадьба» была написана им в возрасте тридцати двух лет. Изображение на картине содержит три информационных пласта. Во-первых, это свадьба — традиционное и особенно важное событие в жизни испанцев и каталонцев в XIX веке. Во-вторых, картина раскрывает историю конкретных персонажей. Наконец, демонстрирует синтез исторических и современных элементов, характерны для жанровых картин художника. «Испанская свадьба» была написана Фортуни с 1868 по 1870 год. Он начал работу в Риме и завершил, переехав в Париж. Художник тщательно готовился к написанию картины, провёл обширные исследования. Сохранились многие тестовые эскизы и акварели, позволяющие проследить художественный процесс создания полотна. Фортуни был известен тем, что использовал членов семьи и друзей, а также профессиональных натурщиков, в качестве моделей для своих картин. На картине «Испанская свадьба» изображены его жена — Сесилия де Мадрасо и её сестра Изабель де Мадрасо, дочери Федерико де Мадрасо — директора музей Прадо, а также художник Жан-Луи-Эрнест Мейссонье.
Считается, что «Испанская свадьба» была вдохновлена посещением приходской церкви в Мадриде в рамках подготовки к браку художника с Сесилией де Мадрасо. Впервые картина была показана в 1870 году и принесла Фортуни международное признание, как со стороны критиков, так и со стороны широкой публики. Вместо Парижского салона, картина была выставлена в галерее, принадлежавшей Адольфу Гупилю в доме № 9 на рю Шаптраль в Париже. Гупиль был крупным торговцем произведениями искусства. Вскоре после демонстрации, «Испанская свадьба» была приобретена Адель Кассен за семьдесят тысяч франков. Это была одна из самых высоких цен, заплаченных за картину в то время, за исключением картины «1814, Шампань Французская» кисти Мейссонье, которая была продана в 1866 году за восемьдесят пять тысяч франков. «Испанская свадьба», сделав Фортуни всемирно известным художником, привела к большому спросу на его картины, сохранявшемуся в течение всей жизни художника.
Картина оставалась в частных коллекциях до 1922 года, когда была приобретена Муниципальным музеем Барселоны, вместе с Советом музея Барселоны. Из-за недоразумения, оказалось, что музей смог бы приобрести лишь часть полотна, владелец которого решил переехать в Америку, и забрал картину с собой. Мэрия Барселоны решила вернуть полотно в Испанию, и было объявлено о сборе средств по подписке. В 1922 году картина вернулась в Барселону и теперь является частью собраний Национального музея искусства Каталонии.
На картине «Испанская свадьба» изображён момент подписания сторонами лицензии на свадьбу или реестра после церемонии бракосочетания. Изображения свадеб и сцен из церковной жизни пользовались покупательским спросом в XIX веке. В картине в высшей мере проявились творческие способности Фортуни. Главными персонажами являются жених и невеста, окружённые друзьями и членами семьёй. Священник, двое мужчин в конце стола и пожилая пара на скамейке справа смотрят, как жених подписывает документы.
Использованные Фортуни цвета и свет свидетельствуют о его вдохновении работами Гойи. Тёмные краски интерьера резко контрастируют со светлыми тонами свадебного стола, так же, как в картинах нидерландских мастеров XVII века, которые Фортуни копировал во время обучения живописи.
Картина была написана в 1870 году, но изображённые на ней лица одеты по моде XVIII века, это касается прежде всего мужских костюмов и женских аксессуаров. Женские платья следуют силуэту конца XIX века. Фортуни изображает шелк и кружево с исключительной точностью. Зритель почти слышит шелест тканей. Некоторые элементы однозначно указывают, что на картине изображены испанцы; например, мантильи и гребень на головах у женщин, большая кованная решётка, характерная для интерьера испанских церквей, и тореадор. Многие предметы на картине, по мнению некоторых экспертов, были из личной коллекции Фортуни, например, жаровня в левом углу, которая имеется на ряде других его полотен. Она, вероятно, входила в коллекцию антиквариата, которую Фортуни собирал, занимаясь подготовкой к написанию своих работ.
Прециозная техника автора придаёт картине теплоту и глубину. Этот метод основывается на тонкой работе с кистью, так, что при наблюдении с близкого расстояния всё выглядит как тире и мазки краски. Цельность полотно обретает, когда на него смотришь на некотором расстоянии. Использование цвета и света показывает влияние на автора картины Гойи «Карл IV и его семья». Некоторые искусствоведы также говорят о заметном влиянии Мейссонье.
В то же время картина Фортуни оказала влияние на творчество шурина художника, Раймундо де Мадрасо, что особенно заметно в работе последнего «Выход из церкви». Ван Гог также был вдохновлён «Испанской свадьбой», как и современные испанские художники. Считается, поживи Фортуни дольше, его влияние на творчество современников было бы ещё большим. Появление французских импрессионистов, привело к утрате интереса к картинам Фортуни, как и других жанровых художников.